# Національна академія літератури (Уругвай)
Національна академія літератури Уругваю (ісп. Academia Nacional de Letras de Uruguay) — громадська організація, що об'єднує вчених, письменників та діячів культури, які є експертами у сфері функціонування та розвитку іспанської мови в Уругваї. Заснована в Монтевідео 10 лютого 1943 Декретом президента Уругваю № 10350. Урочисте відкриття Академії під головуванням президента Хуана Хосе де Амесага відбулося 29 жовтня 1943.
Девіз Академії, авторство якого належить Даніелю Кастелланосу – лат. Vetera servat, fovet nova (Зберігати старе, сприяти новому).
Серед перших членів Академії були відомі письменники та діячі культури Антоніо Марія Барб'єрі, Віктор Перес Петіт, Рауль Монтеро Бустаманте, Еміліо Фругоні, Альваро Вассер, Хуана де Ібарбуру, Еміліо Орібе, Альберто Сум Фельде та Карлос Мартінес Вігіль.
З 1960, відповідно до рішення Третього конгресу Асоціації академій іспанської мови, Академія входить до складу Асоціації.
Президентом Академії є лінгвіст Адольфо Елісайнсін.